# Albaniola thessalica
Albaniola thessalica es una especie de escarabajo del género Albaniola, familia Leiodidae. Fue descrita por Edmund Reitter en 1887.

## Distribución
Se encuentra en Grecia.